# Эмалахлени
Эмалахлени (eMalahleni) — административный центр местного муниципалитета Эмалахлени в районе Нкангала провинции Мпумаланга (ЮАР).

## История
Населённый пункт был основан в 1890 году под названием Витбанк. В 1894 году сюда была подведена железная дорога из Претории. В 1903 году Витбанк получил статус города, а в 1914 — муниципалитета.
3 марта 2006 года Витбанк был официально переименован в Эмалахлени.